# طفس
طفس هي مدينة سورية تتبع إدارياً ناحية مزيريب في جنوب محافظة درعا، ويبلغ عدد سكانها نحو 58.128 ألف نسمة، تتراوح اعمارهم بين الساعة والدقيقتين. تتربَّع مدينة طفس على ضفاف وادي الهرير الشرقية في سهل حوران، إلى الشمال والشمال الغربي من مدينة درعا على مسافة حوالي 13 كم، وجنوب دمشق العاصمة بحوالي 100 كم. تقع طفس بين مدينة داعل من الشرق وناحية المزيريب من الغرب. تشتهر المدينة بزراعاتها الصيفية والشتوية، وتشتهر على وجه الخصوص بمحصول الطماطم (البندورة) الذي يزرع ويصدر منها بكميَّات ضخمة.

## أصل التسمية
حازت المدينة اسمها لكثرة خيراتها ووفرة محاصيلها، وهي واحدة من أخصب المواقع في منطقة درعا. تعد المدينة رمزاً للحب والعشق بالثقافة الشعبية، ومن ذلك بدلالة أغنية: «حبل العشق ممدود من هون لطفس عروستك يا الغالي حمامة بقفص- وآني شو طالع بيدي.. غير العشق يا سيدي- طول ما جانا.. زعلانة جومانة».
وقد تكون التسمية من انخفاض مدينة طفس عما حولها من المناطق إذ تسمى خفص يعني الأرض المنخفضة .

## التاريخ
سُكنت طفس في القرن الثاني قبل الميلاد على أقلّ تقدير، أي في الفترة الهلنستية (اليونانية الشرقية)، ويُعرَف ذلك من خلال بعض الكنوز الأثرية التي عثر عليها بها. ظلَّت المدينة مسكونةً في العصر الروماني، حيث وصلت إلى مرحلة متطورة من خلال وجود أبنية جميلة كبيرة الحجم، تزيِّنها الأشكال النباتية والهندسية.
امتد السكن حتى العصر البيزنطي، ولا تزال شواهده قائمةً حتى الآن، حيث تنتشر في المنطقة أشكال الصليب الغائر الصغير الحجم من المرحلة الأولى والنافر الكبير الحجم من المرحلة المتأخرة (من القرنين الخامس والسادس الميلاديَّين)، ويُحكَى أن المدينة كانت تحتوي ثلاث كنائس يمثل الجامع القديم أهمَّها في مركز المدينة، بعد أن كان معبداً وثنياً في الفترة الرومانية.
من بين الآثار التي لا زالت قائمةً في طفس بعض الأبنية القديمة والقناطر والقبور الرومانية، إضافةً إلى العديد من الأبنية القديمة التي لا تزال موجودة. كما وتوجد بقايا العديد من الأبنية التي شُيِّدت في الفترة الرومانية والبيزنطية، وتوجد إلى الشمال من البلدة وإلى الغرب منها مدافن قديمة تعرضت للحفر والسلب منذ القديم.

## النشاط السكاني
تشتهر مدينة طفس بالزراعة، ولذلك فإنَّ فيها عدداً ضخماً من الصيدليات الزراعية، ومعظم أهلها يعملون في هذا المجال. تكثر فيها مزارع العنب وأشجار الزيتون والفواكه الصيفية. وعلى الرغم من ذلك، فإنَّ اهتماماً شديداً من أهل طفس يتوجه نحو المدارس والجامعات والوظائف الحكومية والمهن والمتاجر.
ويوجد في طفس عدد كبير من الأطباء والمهندسين والمثقفين وهي من المدن الريادية في محافظة درعا .
كما يوجد عدد من أبنائها مغتربين في دول الخليج والدول الأوربية والولايات المتحدة ومنهم رجل الأعمال المعروف في روسيا وأوكرانيا عدنان كيوان كما يوجد فيها عدد سبع مساجد كبيرة .
في الثورة السورية كانت طفس من أولى المدن الثائرة على النظام إذ دخلها الجيش السوري بعد دخوله درعا البلد مباشرة واعتقل عدد كبير من أبنائها وكان لها نصيب كبير من الشهداء في الثورة السورية .

## مراكز الخدمات
تحتوي طفس الكثير من المراكز الخدمية، وقد أصبحت في عداد المدن الهامة والمكتفية بالعديد من الجوانب. ففيها ما يقارب 20 مدرسة تضمُّ كامل المراحل الدراسية، ومقسم هاتف آلي بوشر ببنائه عام 1984 وتأخر وضعه في الاستثمار الكامل لغاية عام 1995، وذلك لظهور كميَّاتٍ كبيرةٍ من المياه بأرض المركز أعاقت العمل. وتوجد في المدينة كذلك وحدة إرشادية ومصلحة أراضي جمعية فلاحية، وورشة كهرباء.
يوجد في المدينة مركز ثقافي متطور يُعنَى بالشؤون الأدبية، وهناك محاضراتٌ أسبوعية فيه. يضمُّ المركز مكتبة وصالة محاضراتٍ قوامها 400 مقعد. تحتوي المدينة كذلك وحدة مياه، وسوق هالٍ يعدُّ الأكبر في درعا، ومشفى وطنياً تم تجهيزه بكل الوسائل الطبية الممكنة والكوادر المختصَّة، ومركزاً للأنشطة الطلابية، ومركزاً ضخماً للتبغ، و مركز منطقة صحية، ومركزين للرعاية الأولية، إضافةً للاستثمارات الخاصة كالمطاعم وعددها أكثر من عشرين، ومراكز الكمبيوتر والإنترنت والجوالات ومخبر طبي متطور، وعددٍ من الأسواق التجارية، ومحطتان للوقود.

## منتجات طفس
تعتبر المنتجات الزراعية بطفس من أجود أنواع المنتجات، وخاصة الخضروات الصيفية مثل البندورة والخيار والباذنجان والفاصولياء والفليفلة وغيرها. وتشتهر مدينة طفس بالزراعة، ومعظم أهلها يعملون بهذا المجال. تكثر في المدينة مزارع العنب وأشجار الزيتون والفواكه الصيفية، وتحيط بها سهول خضراء. وهي تُغطِّي حاجة دمشق والمدن المحيطة بكافة أنواع المحاصيل الزراعية (الشتوية والصيفية). كما يوجد اهتمامٌ كبيرٌ فيها بتربية المواشي من أغنام وأبقار، واهتمام كبير بمنتجات هذه المواشي.